# 沖縄市立安慶田中学校
沖縄市立安慶田中学校（おきなわしりつ あげだちゅうがっこう）は、沖縄県沖縄市にある市立中学校。

## 通学区域
室川一丁目、二丁目、安慶田一丁目、二丁目、三丁目、四丁目、五丁目、胡屋一丁目5番23号～5番48号、七丁目2番、3番13号、高原一丁目1番、2番1号、2番5号、2番7号、2番12号、2番14号、2番17号、2番20号、2番39号～2番41号、2番47号、3番40号、3番41号、3番46号、6番～11番、二丁目1番、2番、3番1号、3番7号、3番14号、3番16号、3番17号、3番20号～3番23号、4番～6番、7番1号、7番3号、8番5号、8番6号、8番8号、照屋、一丁目36番、37番、40番、41番、44番、二丁目、三丁目、四丁目、五丁目1番、8番～10番、12番5号、12番8号、12番9号、12番12号、12番13号、12番22号、12番24号、12番25号、12番27号、13番、14番、16番～24番